# Huang Bokai
Huang Bokai (chiń. 黄博凯; ur. 26 września 1996) – chiński lekkoatleta specjalizujący się w skoku o tyczce.
W 2013 został wicemistrzem świata juniorów młodszych, a rok później stanął na najwyższym stopniu podium juniorskich mistrzostw Azji. Brązowy medalista mistrzostw Azji w Wuhanie (2015). Halowy mistrz Azji z Doha (2016).
Rekordy życiowe: stadion – 5,85 (19 lipca 2025, Madryt) rekord Chin; hala – 5,75 (20 lutego 2016, Doha).

## Osiągnięcia
| Rok  | Impreza                               | Miejsce        | Pozycja           | Wynik |
| ---- | ------------------------------------- | -------------- | ----------------- | ----- |
| 2013 | Mistrzostwa świata juniorów młodszych | Donieck        | 2. miejsce        | 5,20  |
| 2014 | Mistrzostwa Azji juniorów             | Tajpej         | 1. miejsce        | 5,25  |
| 2014 | Mistrzostwa świata juniorów           | Eugene         | 5. miejsce        | 5,45  |
| 2015 | Mistrzostwa Azji                      | Wuhan          | 3. miejsce        | 5,50  |
| 2016 | Halowe mistrzostwa Azji               | Doha           | 1. miejsce        | 5,75  |
| 2016 | Igrzyska olimpijskie                  | Rio de Janeiro | el. – 16. miejsce | 5,45  |
| 2019 | Mistrzostwa Azji                      | Doha           | 3. miejsce        | 5,66  |
| 2019 | Mistrzostwa świata                    | Doha           | 9. miejsce        | 5,55  |
| 2021 | Igrzyska olimpijskie                  | Tokio          | el. – 21. miejsce | 5,50  |
| 2022 | Mistrzostwa świata                    | Eugene         | el. – 24. miejsce | 5,50  |
| 2023 | Mistrzostwa Azji                      | Bangkok        | 3. miejsce        | 5,51  |
| 2023 | Mistrzostwa świata                    | Budapeszt      | 6. miejsce        | 5,75  |
| 2023 | Igrzyska azjatyckie                   | Hangzhou       | 2. miejsce        | 5,65  |
| 2024 | Igrzyska olimpijskie                  | Paryż          | 7. miejsce        | 5,80  |
| 2025 | Mistrzostwa Azji                      | Gumi           | 2. miejsce        | 5,72  |